# Conus alexandrinus
Conus alexandrinus é uma espécie de gastrópode do gênero Conus, pertencente à família Conidae.